# Aire urbaine de Molsheim
L'aire urbaine de Molsheim est une ancienne aire urbaine française dont les limites correspondaient à celles de l'unité urbaine de Molsheim, agglomération bi-communale du Bas-Rhin. En 2010, l'INSEE a grandement agrandi celle-ci, la faisant passer à dix communes, tout en l'incluant dorénavant dans l'aire urbaine de Strasbourg.

## Caractéristiques en 1999
D'après la définition qu'en donne l'INSEE, l'aire urbaine de Molsheim est composée de 2 communes, situées dans le Bas-Rhin. Ses 11 502 habitants font d'elle la 341e aire urbaine de France.
2 communes de l'aire urbaine sont des pôles urbains.
Le tableau suivant détaille la répartition de l'aire urbaine sur le département (les pourcentages s'entendent en proportion du département) :
| Département | Communes | Communes (%) | Superficie (km²) | Superficie (%) | Population (1999) | Population (%) |
| ----------- | -------- | ------------ | ---------------- | -------------- | ----------------- | -------------- |
| Bas-Rhin    | 2        | 0,4          | 22,38            | 0,5            | 11 502            | 1,1            |

L'aire urbaine de Molsheim est rattachée à l'espace urbain Est.

## Composition en 1999
Voici la liste des communes françaises de l'aire urbaine de Molsheim.
| Code INSEE | Commune    | Type        | Département | Superficie (km²) | Population (1999) | Densité (hab./km²) |
| ---------- | ---------- | ----------- | ----------- | ---------------- | ----------------- | ------------------ |
| 67101      | Dorlisheim | Pôle urbain | Bas-Rhin    | +0011,53         | +0 0002 167,      | +00187,94          |
| 67300      | Molsheim   | Pôle urbain | Bas-Rhin    | +0010,85         | +0 0009 335,      | +00860,37          |
|            | Total      |             |             | +0022,38         | +00011 502,       | +00513,94          |